# Tom & Jerry: Il drago perduto
Tom & Jerry: Il drago perduto (Tom and Jerry: The Lost Dragon) è un film a cartoni animati direct-to-video del 2014 prodotto dalla Warner Bros. Animation con protagonisti Tom & Jerry. È stato prodotto e diretto da Spike Brandt e Tony Cervone e proiettato il 27 luglio 2014 al San Diego Comic-Con International. È stato successivamente realizzato e digitalizzato il 19 agosto 2014, prima della pubblicazione in DVD il 2 settembre 2014.
L'edizione italiana è stata trasmessa per la prima volta su RSI LA2, rete televisiva svizzera, il 12 novembre 2016 mentre in Italia è andata in onda per la prima volta su Cartoonito il 15 settembre 2017.

## Trama
L'avventura inizia quando Tom e Jerry si imbattono in un misterioso uovo incandescente. In poco tempo l'uovo si schiude e nasce un cucciolo di drago chiamato Puffy. La draghessa rivuole il suo piccolo a tutti i costi, ma Drizelda, una terribile e potente strega, tenta di impossessare Puffy per i suoi piani malefici. Con l'aiuto dei potenti alleati come Athena, Kaldorf ed altri, Tom e Jerry devono lottare per sconfiggere Drizelda e restituire Puffy a sua madre.

## Doppiaggio
| Personaggio                        | Doppiatore originale | Doppiatore italiano |
| ---------------------------------- | -------------------- | ------------------- |
| Tom                                | Spike Brandt         | Spike Brandt        |
| Jerry                              | Spike Brandt         | Spike Brandt        |
| Athena                             | Kelly Stables        | Gemma Donati        |
| Puffy                              | Kelly Stables        |                     |
| Drizelda                           | Vicki Lewis          | Daniela Calò        |
| Kaldorf                            | Jim Cummings         | Gianni Giuliano     |
| Emily, la moglie dell'elfo anziano | Laraine Newman       | Cristina Piras      |
| Tin                                | Greg Ellis           | Sergio Lucchetti    |
| Pan                                | Jess Harnell         | Alberto Bognanni    |
| Alley                              | Richard McGonagle    | Alberto Angrisano   |
| elfo anziano                       | Wayne Knight         |                     |
| Buster                             | Dee Bradley Baker    |                     |
| elfo ragazzo                       | Dee Bradley Baker    |                     |